# Galidie
Galidie (Galidiinae) představují podčeleď šelem z čeledi Eupleridae. Podčeleď tvoří šest druhů ve čtyřech rodech, přičemž všechny jsou endemity Madagaskaru. Galidie jsou nejmenšími zástupci madagaskarských šelem, většinou jde o krátkonohé masožravce s dlouhými chlupatými ocasy, obvykle váží asi 600 až 900 g.

## Systém
Galidie se společně s podčeledí pucholové madagaskarští (Euplerinae) – tj. pucholové Eupleres sp., fosa a fanaloka – řadí do čeledi šelmy madagaskarské (Eupleridae).
Samotný systém zástupců čeledi Eupleridae byl od počátku problematický, jednotlivé madagaskarské šelmy bývaly řazeny mezi cibetkovité (Viverridae), promykovité (Herpestidae), či do vlastních monotypických čeledí. Podčeleď galidií byla původně řazena mezi cibetkovité šelmy. Cibetkovití představovali během 20. století spíše „wastebasket taxon“, řadili se sem mimo jiné i promykovití (Herpestidae) nebo nandinie (Nandiniidae). Někdy od 70. let 20. století se začaly promykovité šelmy klasifikovat coby samostatná čeleď. Většina autorů od té doby galidie řadila do osamostatněné čeledi promykovitých. Teprve studie z konce 20. a začátku 21. století přesvědčivě potvrdily, že všechny madagaskarské šelmy tvoří jednu monofyletickou skupinu, jež je hodnocena jako sesterská vůči promykovitým.
Podčeleď galidie zahrnuje 4 rody, všechny v českém jazyce nesou pojmenování galidie:
- podčeleď galidie (Galidiinae)
  - rod Galidia Geoffroy, 1837
    - galidie proužkovaná (G. elegans) I. Geoffroy Saint-Hilaire, 1837

  - rod Galidictis Geoffroy, 1839
    - galidie páskovaná (G. fasciata) (Gmelin, 1788)
    - galidie Grandidierova (G. grandidieri) Wozencraft, 1986

  - rod Mungotictis Pocock, 1915
    - galidie tenkopruhá (M. decemlineata) (A. Grandidier, 1867)

  - rod Salanoia Gray, 1864
    - galidie hnědoocasá (S. concolor) (I. Geoffroy Saint-Hilaire, 1837)
    - galidie Durrellova (S. durrelli) Durbin et al., 2010